# Gitarą i…
Borowickie spotkania z poezją śpiewaną „Gitarą i…” – coroczny festiwal poezji śpiewanej i piosenki autorskiej, organizowany od 2008 roku na polanie we wsi Borowice koło Jeleniej Góry. Impreza powstała w miejsce organizowanego tu w latach 1989-2007 (tzn. pierwszych 19 edycji) festiwalu „Gitarą i piórem”, który od 2008 roku odbywa się w Karpaczu.

## Lista poszczególnych edycji
- 25 lipca 2008 wystąpili: Rafał Nosal z zespołem Bohema, Andrzej Sikorowski i Maja Sikorowska z zespołem, Wolna Grupa Bukowina, Soyka Trio.

- W 2009 roku powrócono do formuły dwudniowej – wystąpili:
  - 17 lipca: Kaduceus, Wolna Grupa Bukowina, Jaromír Nohavica, Martyna Jakubowicz
  - 18 lipca: Rafał Nosal z zespołem Bohema, Robert Kasprzycki z zespołem, Edyta Geppert

- W 2010 roku wystąpili:
  - 23 lipca: Kabaret „Żak i Szpak”, Renata Przemyk, Katarzyna Nosowska & UniSexBlues Band (program Osiecka)
  - 24 lipca: Anita Ziobrowska, Chszonszcze, Jarosław Wasik, Wolna Grupa Bukowina, Alosza Awdiejew

- W 2011 roku wystąpili:
  - 15 lipca: Projekt Volodia, Elżbieta Adamiak, Wolna Grupa Bukowina
  - 16 lipca: Pudełko Zapałek, Nieobecni, Renata Przemyk Akustik Trio, Andrzej Grabowski

- W 2012 roku wystąpili:
  - 13 lipca: Karkonoski Zespół Folkowy „Szyszak”, Marek Dyjak z zespołem, Katarzyna Groniec
  - 14 lipca: W tym Sęk, Paulina Bisztyga, Piotr Bukartyk z zespołem, Raz, Dwa, Trzy

- W 2013 roku wystąpili:
  - 12 lipca: Wolna Grupa Bukowina, Dominika Barabas, Grupa Bohema, Czesław Śpiewa
  - 13 lipca: Szyszak, W tym Sęk, Stanisław Soyka, Piotr Bukartyk & Szałbydałci

- W 2014 roku wystąpili:
  - 18 lipca: Karkonoski Zespół Folkowy „Szyszak”, Dorota Osińska, Renata Przemyk (w 25-lecie twórczości artystycznej)
  - 19 lipca: Bądź Ciszą, Paulina Bisztyga, Plateau (Projekt Grechuta), Janusz Radek

- W 2015 roku wystąpili:
  - 17 lipca: W tym Sęk, Janusz Radek, Domowe Melodie
  - 18 lipca: Paraluzja, Kamil Wasicki, Robert Kasprzycki, Katarzyna Groniec

- W 2016 roku wystąpili:
  - 15 lipca: Wolna Grupa Bukowina, Mikromusic, Artur Andrus
  - 16 lipca: Janek Samołyk, Dominika Barabas, Fonetyka, Skubas

- W 2017 roku wystąpili:
  - 14 lipca: Bądź Ciszą, Robert Kasprzycki Band, Kortez
  - 15 lipca: Anna Kosa i Marcin Sweklej, Hanka Wójciak, Witek Muzyk Ulicy, Renata Przemyk.